# Jakub Filip Kulik
Jakub Filip Kulik (20. dubna 1793 Lvov – 28. února 1863 Praha) byl profesor matematiky.

## Život
Jakub Filip Kulik studoval na gymnáziu ve Lvově a poté na tamní univerzitě filozofii a práva. V roce 1814 byl jmenován profesorem matematiky na olomouckém lyceu. Po dvou letech odešel na univerzitu do Štýrského Hradce, kde se stal profesorem fyziky. V roce 1822 získal na škole doktorát a o rok později byl jmenován rektorem. V roce 1826 byl jmenován profesorem matematiky na univerzitě v Praze.
Kulik je autorem spisů Lehrbuch der höheren Analysis, Lehrbuch der höheren Mechanik, Tafeln hyperb. Sectoren und der Längen elliptischer Quadranten. Dvacet let pracoval na vytvoření tabulek dělitelů a tabulky prvočísel až do čísla 100 330 201. Jeho dílo nebylo pro svoji rozsáhlost vydáno.
Zemřel roku 1863 v Praze Byl pohřben v rodinné hrobce na Vyšehradském hřbitově.
Manželem jeho dcery Angely byl právník Antonín Randa.